# Rudawki
Rudawki (deutsch Rudolfshof) ist ein Ort der Landgemeinde Smętowo Graniczne im Powiat Starogardzki der Woiwodschaft Pommern in Polen. Er ist dem Schulzenamt (sołectwo) Rynkówka (Rinkowken) zugeordnet und hat 70 Einwohner (2006).

## Geographie
Der Ort liegt im Süden der Gemeinde mit dem Hauptort Smętowo Graniczne (Schmentau). Benachbarte Orte sind Frąca (Fronza) im Norden, Lalkowy (Lalkau) im Nordosten, Kamionka (Adlig Kamionken) im Süden und Rynkówka (Rinkowken) im Westen.
Die Umgebung ist landwirtschaftlich geprägt und nahezu unbewaldet.

## Geschichte
Der Wohnplatz Rudolfshof gehörte in preußischer Zeit zur Landgemeinde Rinkowken im Landkreis Marienwerder. Der Ort hatte im Jahr 1905 203 Einwohner. Die evangelische Kirche lag in Bülowsheide (polnisch Przewodnik), die katholische in Neuenburg (Nowe). Diese Stadt war auch Gerichtssitz.
Mit dem Inkrafttreten des Versailler Vertrages fiel das Kreisgebiet westlich der Weichsel am 10. Januar 1920 an Polen. Rudolfshof kam zum Polnischen Korridor. Der Powiat (Kreis) Gniew (Mewe) wurde zum 1. April 1932 aufgelöst und auf drei Powiate aufgeteilt. Rudawki kam zum Powiat Świecki (Schwetz).
Unterbrochen wurde die Zugehörigkeit zu Polen durch die deutsche Besatzungszeit nach dem Überfall auf Polen.

## Verkehr
Die Autobahn A1 verläuft 500 Meter westlich des Orts. Die nächste Auffahrt auf Gemeindegebiet ist Kopytkowo (Kopitkowo).
Der nächste Bahnhof ist Smętowo in Smętowo Graniczne an der Bahnstrecke Chorzów–Tczew. Er war Beginn der ehemaligen Bahnstrecken nach Kwidzyn (Marienwerder) und Skórcz (Skurz).